# Пурье, Эйно
Эйно Альфред Пурье (фин. Eino Alfred Purje; 21 февраля 1900 — 2 сентября 1984) — финский легкоатлет, призёр Олимпийских игр.
Эйно Пурье родился в 1900 году в Кюми (теперь часть города Котка), Великое княжество Финляндское. Победитель Рабочей Олимпиады в Франкфурте (1925). В 1928 году на Олимпийских играх в Амстердаме он завоевал бронзовую медаль в беге на 1500 м; также выступил на дистанции 5000 м, но не смог завоевать медалей. В 1932 году он принял участие в соревнованиях по бегу на 5000 м на Олимпийских играх в Лос-Анджелесе, но не смог завоевать медалей.